# Eurostar (cantante)
Eurostar es la forma en la que son llamados los artistas europeos de europop y eurodance que alcanzan la fama en una parte amplia del continente. También se suele usar durante los últimos años con artistas que consiguen amplia aceptación en participantes del Festival de la Canción de Eurovisión.
Este adjetivo se suele usar únicamente con artistas de europop y eurodance, como Lene Nystrøm, Lena Meyer-Landrut, Helena Paparizou, Carola, Alexia, Eiffel 65 o Princessa, no siendo utilizado normalmente para artistas de otros géneros, si bien, algunos artistas escandinavos de música rock pueden también adjetivarse de esta forma, como Lauri Ylönen o Andreas Johnson, o también artistas schlagers.